# Magn Maksim
Magn Maksim (latinsko Flavivs Magnvs Maximvs Avgvstvs, valižansko Macsen Wledig), znan tudi kot Maksimijan, je bil uzurpator in od leta 383 do 388 cesar Zahodnega rimskega cesarstva, * okoli 335, 28. avgust 388.
Leta 383 je kot guverner Britanije uzurpiral prestol cesarja Gracijana in po pogajanjih s cesarjem Teodozijem I. postal cesar Britanije in Galije, medtem ko je Italijo, Panonijo, Hispanijo in Afriko obdržal Gracijanov brat Valentinijan II.. Leta 387 je ambiciozni Maksim napadel Italijo in bil v spopadu s Teodozijem v bitki pri Savi leta 388 poražen. Njegova smrt je po mnenju nekaterih zgodovinarjev pomenila konec neposredne rimske oblasti v severni Galiji in Britaniji. Obe dokaj zapostavljeni provinci sta po njegovi smrti sicer ostali del Rimskega cesarstva, vendar noben pomemben rimski cesar, razen nepomembnih in kratkotrajnih uzurpatorjev, po njej ni šel bolj severno od Lyona.

## Življenjepis
Rojen je bil v rimski provinci Galeciji na severozahodu Iberskega polotoka na posestvu grofa Teodozija starejšega in bil verjetno njegov sorodnik. 
Bil je izvrsten general, ki je leta 373 pod Teodozijem starejšim služil v Afriki in leta 376 na Donavi. Kot mlajši častnik je med izbruhom Velike zarote leta 368 morda služboval tudi v Britaniji. Leta 380 je bil premeščen v Britanijo, kjer je leta 381 zaustavil vdor Piktov in Škotov.
Zahodnorimski cesar Gracijan je po Valensovem porazu bitki pri Odrinu v svojo službo sprejel oddelek Alanov in se začel v javnosti pojavljati v opravi skitskega vojščaka, kar je med rimskimi državljani in vojaki ppovzročilo ogorčenje in nepriljubljenost. Leta 383 so se njegove legije v Britaniji uprle in za cesarja razglasile Magna Maksima. Maksim se je po razglasitvi z velikim delom britanske armade odpravil v Galijo in v bitki pri Parizu porazil svojega nasprotnika Gracijana. Gracijan je pobegnil v Lyon, kjer so ga 25. avgusta 383 ubili. 
Maksim je po zmagi nadaljeval pohod v Italijo. Vzhodnorimski cesar Teodozij I. je proti njemu poslal svojo vojsko pod poveljstvom Flavija Bavtona, ki ga je porazila in preprečila odstavitev takrat komaj dvanajst let starega cesarja Valentinijana II.. Leta 384 so se začela mirovna pogajanja, v katerih je sodeloval tudi milanski škof Ambrož, na katerih sta Teodozij in Valentinijan priznala Magna Maksima za avgusta na zahodu. 
Maksim je za svojo prestolnico izbral Augusto Treverorum (Treves, Trier) v Galiji in vladal v Britaniji, Galiji, Hispaniji in Afriki. Koval je svoj denar in s številnimi odloki reorganiziral sistem provinc v Galiji. Nekateri poznavalci so prepričani, da je prav on  ustanovil položaj komesa Britanije (comes Britanniarum). Bil je priljubljen vladar, katerega vrline je v hvalnici opeval celo Kvint Avrelij Simah. V svojo vojsko je vključil federate, med njimi tudi Alemane, in zelo povečal njeno učinkovitost. 
Bil je neizprosen preganjalec heretikov. Na njegov ukaz so usmrtili ávilskega škofa Priscilijana in šest njegovih pristašev, ki so bili prvi v zgodovini usmrčeni izaradi herezije. Njihovo premoženje je zaplenil. Usmrtitve so se nadaljevale kljub ugovorom uglednih mož, med njimi sv. Martina iz Toursa. Maksimov edikt iz leta 387 ali 388, ki je obsojal kristjane Rima, ker so požgali judovsko sinagogo, je obsodil milanski škof Ambrož, ki je javno izjavil, da je »cesar postal Jud«.
Leta 387 je Maksim prisilil Valentinijana II., da je pobegnil iz Milana in se zatekel k Teodoziju I.. Oba cesarja sta julija ali avgusta 388 z vzhoda napadla Maksima. Njuna vojska pod poveljstvom Rihomerja in drugih generalov ga je v bitki pri Saviporazila in ga prisilila k umiku v Akvilejo. Franki pod Markomerjevim vodstvom so izkoristili njegov umik in napadli severno Galijo, s čimer so še bolj oslabili Maksimov položaj.
Maksimov magister equitum in Gracijanov morilec Andragacij je bil poražen v bitki pri Sisku, Maksimov brat Marcelin pa v bitki pri Ptuju. Maksim se je zato v Akvileji vdal in bil kljub prošnji za milost usmrčen. Senat je zanj sprejel sklep o izbrisu iz spomina (damnatio memoriae), vendar so njegovi materi in najmanj dvem hčerkam prizanesli. Maksimovega sina Flavija Viktorja je po padcu Trierja istega leta zadavil teodozijev general Arbogast.
Kaj se je po njegovi smrti v resnici zgodilo z Maksimovo družino, ni dokumentirano. Znano je le, da je njegova žena v Trierju hodila po duhovne nasvete k sv. Martinu Tourškemu. V zgodovinskih zapisih se ni ohranilo niti njeno ime niti njena usoda. Za njegovo mater in hčerki je znano samo to, da jih Teodozij I. ni dal usmrtiti. 
Ena od hčera je bila morda poročena z Enodijem, prokonzulom Afrike za leto 395. Enodijev vnuk je bil Petronij Maksim, še en nesrečen rimski cesar, ki je vladal komaj 77 dni. Petronija so po begu od Vandalov 24. maja 455 kamenjali do smrti. Med drugimi Enodijevimi, in zato morda tudi Maksimovimi potomci, so bili Anicij Olibrij, cesar leta 472, in več konzulov in škofov, med njimi sveti Magn Feliks Enodij, škof v Pavii od leta 514 do 521.   
Na Eliseškem napisnem stebru iz zgodnjega srednjega veka je napis, ki omenja poroko Maksimove sicer nedokumentirane hčerke Sevire z britskim kraljem Vortigernom. 

## Maksimova vloga v britanski in bretonski zgodovini
Maksimovo imenovanje za cesarja leta 383 sovpada z zadnjo dokazano prisotnostnostjo rimske vojske v Walesu, zahodnih Peninih in trdnjavi Deva.  Kovanci, kovani po letu 383, ki so jih odkrili med izkopavanji ob Hadrijanovem zidu, dokazujejo, da se vojaki od tam niso umaknili, kot so nekoč domnevali. V delu De Excidio et Conquestu Britanniae (O propadu in osvojitvi Britanije), napisanem okoli leta 540, klerik Gildas pravi, da z Maksimon ni odšla samo cela rimska vojska, ampak tudi njihove oborožene bande in guvernerji in cvet britske mladine in se niso nikoli več vrnili.
Če se je Maksim resnično umaknil z vso svojo vojsko in visokimi uradniki in je nameraval še naprej vladati v Britaniji, je moral oblast prenesti na lokalne vladarje. Trditev podpirajo valižanske legende, na primer Breuddwyd Macsen Wledig (Sanje cesarja Maksima), ki pravi, da se Maksim ni samo poročil s čudovito Britanko, ampak je tudi na njenega očeta prenesel oblast v Britaniji. To pomeni, da se je rimska oblast v Britaniji prenesla nazaj na Britance.
V najstarejših valižanskih rodoslovjih ima Maksim, katerega imenujejo Macsen, Maxen Wledig ali cesar Maksim, vlogo ustanovitelja dinastij v več srednjeveških valižanskih kraljestvih, vkljućno s Powysom  in Gwentom. Na Eliseškem stebru, ki je bil postavljen skoraj petsto let potem, ko je Maksim zapustil Britanijo,  je omenjen kot prednik valižanskega kralja  in oseba na seznamih petnajstih valižanskih plemen.
Ko je bil Maksim priznan za cesarja Zahodnega rimskega cesarstva, bi se lahko vrnil v Britanijo na pohod proti Piktom in Škotom (se pravi Ircem), verjetno s podporo starih rimskih zaveznikov Damnonov, Votadinov in Novantov, ki so živeli na ozemlju sedanje Škotske. Verjetno je tudi tam nameraval prenesti oblast na lokalne vladarje, saj so kasnejši  vladarji Gallowaya, domovine Novantov, trdili, da je Maksim ustanovitelj njihove vladarske linije, kot so zase trdili valižanski kralji.
Historia Brittonum (Zgodovina Britancev), napisana okoli leta 828, pripisuje Magnu Maksimu pomembno vlogo: 
Sedmi cesar je bil Maksimijan. Z vso svojo vojsko se je umaknil iz Britanije, potolkel rimskega cesarja Gracijana in  zavladal celi Evropi. Ker svojih bojnih tovarišev ni želel poslati domov k njihovim ženam, družinam in posestvom v Britaniji, jim je podelil številna ozemlja od jezera na vrhu Mons Iovis do mesta, imenovanega  Cant Guic, in do zahodnega Tumulusa, se pravi Cruc Occident. To so bili armoriški Briti, ki so tam ostali do danes. Zaradi njihove odsotnosti so Britanijo preplavili tuji narodi, zakoniti dediči pa so bili pregnani, dokler se ni s svojo pomočjo vmešal Bog.
Sodobni zgodovinarji so prepričani, da je v Maksimovi masovni naselitvi Britov v Bretaniji nekaj resnice, kar je razvidno iz bretonskih ustnih izročil.   
Armorika je leta 407 razglasila svojo neodvisnost od Rimskega cesarstva, a je kljub temu generalu Flaviju Eciju prispevala svoje lokostrelce v obrambi pred Atilo. Armoriški kralj Riotam je v kasnejših zapisih omenjen kot rimski zaveznik proti Gotom. Armorika je kljub stalni vzporedni rabi britščine in galščine in obsežnim invazijam Frankov in Vikingov, ostala vse do 13. stoletja upoštevanja vredna samostojna kulturna enota.
Maksim je ustanovil vojaško bazo tudi v rodni Galeciji, sedanji Galiciji  v severozahodnj Španiji, ki se je kot kulturna entiteta obdržala tudi po okupaciji Svebov leta 409. Galicijsko kraljestvo se je uspešno upiralo tudi Mavrom in postalo iniciator španske rekonkviste. 
Ecij je po Atilovem prazu v bitki na Katalunskih poljih  poslal v Armoriko in Galicijo veliko Alanov, ki so se očitno hitro asimilirali v lokalno keltsko kulturo in vanjo prispevali svoje legende, na primer v  ciklus romanc o kralju Arturju.

## Valižanske legende
Legendarna različica Maksimove kariere, v kateri se poroči v valižansko princeso Eleno, je začela že zelo zgodaj krožiti po valižansko govorečih  pokrajinah Velike Britanije. Četudi je zgodba o Heleni in Maksimu skoraj zagotovo izmišljena, je v njej tudi nekaj resnice. Maksim je imel pomembno mesto tudi v najzgodnejši različici Valižanskih triad (Trioedd Ynys Prydein), ki so nastale verjetno okoli leta 1100 in odražajo mnogo starejša izročila. Macsen (Maksim) je pogosto omenjen tudi v valižanski poeziji kot zgled za kasnejše valižanske vladarje. Legende so se ohranila v dveh glavnih različicah.

### Geoffrey Monmouthski
V  izmišljeni Zgodovini Britanskega kraljestva  (Historia Regum Britanniae) Geoffreya Monmouthskega, ki je nastala okoli leta 1136 in je osnova za mnogo  angleških in valižanskih legend, je bil Maksimijan, kot ga imenuje, rimski senator in nečak  kralja Coela in po Otavijevi smrti kralj Britov. Geoffrey piše, da se je to zgodilo zato, ker je britski kralj Oktavij želel poročiti svojo hčerko z  vplivnim pol Rimljanom pol Britom in mu dati za doto Britansko kraljestvo. V Rim je zato poslal pismo, v katerem je svojo hčerko ponudil Maksimijanu.
Poroko Oktavijeve hčerke z Maksimijanom je predlagal in podprl kornijski vojvoda Karadok (kornijsko Karadawc). Maksimijan je ponudbo sprejel in se iz Rima odpravil v Britanijo in spotoma oplenil nekaj frankovskih mest.  Pomotoma je napadel tudi Clausentum, sedanji Southampton, in skoraj potolkel britsko vojsko pod Konanovim poveljstvom, potem pa je sklenil mir. Po nadaljnjih pogajanjih je Maksimijan dobil Britansko kraljestvo, Oktavij pa se je upokojil. Po petih letih kraljevanja je oblast v Britaniji prepustil Karadoku, zbral veliko ladjevje in napadel Galijo. Ko je prišel do Armorike, zgodovinske pokrajine med rekama Loaro in Seno, ki je obsegala kasnejše pokrajine Bretanijo, Normandijo, Anjou, Maine in Touraine, je porazil njenega kralja in pobil mnogo prebivalcev. Preden se je odpravil v Rim, je pozval uporniškega Oktavijevega nečaka Konana in ga zaprosil, naj kot kralj vlada pokrajini, ki jo je preimenoval v Bretanijo ali Malo Britanijo. Konanovi možje so se začeli poročati z domačinkami, katerim so pred tem odrezali jezike, da bi ohranili čistost svojega jezika. 
Geoffrey Monmouthski trdi, da se je valižansko ime Bretanije Llydaw prvotno glasilo lled-taw, kar pomeni pol-mirna. Trditev, da je Konan ustanovitelj Bretanije,  je zagotovo povezana z izročili, starejšimi od Geoffreyevega.
Po Karadokovi smrti je oblast v Britaniji prešla na regenta Dionota, ki se je soočil z invazijo tujcev in pozval na pomoč Maksima. Maksim mu je poslal Gracijana Municepsa, ki je na čelu dveh legij ustavil invazijo. Gracijan je pobil nekaj tisoč napadalcev, ki so nato pobegnili na Irsko.  Maksim je kmalu zatem v Rimu umrl in Dionot je postal uradni kralj Bretoncev. Na žalost je še pred začetkom njegovega vladanja krono prevzel Gracijan in postal Dionotov kralj.

### Sanje Macsena Wlediga
Mabinogion s pripovedjo Sanje Macsena Wlediga je bil napisan kasneje kot Geoffreyeva Zgodovina Britanskega kraljestva. Zgodbi o Maksimu sta v obeh delih tako različni, da se poznavalci strinjano, da Sanje ne temeljijo na  Geoffreyevi zgodbi. Sanje se v podrobnostih bolj skladajo s Triadami, zato morda odražajo starejše izročilo.
Macsen Wledig je bil rimski cesar, ki je neke noči sanjal o prelepem dekletu iz daljne dežele. Ko se je zbudil, je poslal po celem svetu svoje može, da jo poiščejo. Z veliko težavo so jo našli v bogatem gradu v Walesu. Bila je hčerka poglavarja  Segontiuma. Cesarja so   pripeljali k njej in vse, kar je tam našel, se je natančno ujemalo s sanjami. Mladenka z imenom Helena ali Elena ga je sprejela in vzljubila. Ker je bila še devica, je Macksen oblast nad Britanskim otokom predal njenemu očetu in ukazal za svojo nevesto zgraditi tri gradove. 
V Macsenovi odsotnosti je prišel na oblast nov cesar in posvaril Macsena, naj se ne vrača. Macksen je s pomočjo mož iz Britanije, ki jih je vodil Elenin brat Konan (valižansko Kynan Meriadoc, bretonsko  Conan Meriadeg), odkorakal preko Galije v Italijo in ponovno osvojil Rim. Svojim britanskim zaveznikom se je oddolžil tako, da jim je poklonil del Galije, ki je postal znan kot  Bretanija.

## Primarni viri
Magn Maksim je omenjen v številnih antičnih in srednjeveških virih:
- Amijan Marcelin, Rerum Gestarum Libri Qui Supersunt, XXXI.4.9.
- Geoffrey Monmouthski, Histories of the Kings of Britain, V. 5-6.
- Gilda Modri, De Excidio et Conquestu Britanniae, II.13-14.
- Nenij, Historia Brittonum, 27; 29.
- Orozij, Historium adversum paganos, VII.34.
- Pakat Drepanij, Panegyricus Latini Pacati Deprani Dictus Theodosio.
- Prosper Akvitanski, Chronicon,  384, 388.
- Sokrat Sholastik, Historia Ecclesiastica, V.8, V.11.
- Sozomen, Historia Ecclesiastica, VII.13.
- Sulpicij Sever, Dialogi, II.6, III.11,13.
- Sulpicij Sever, Historia Sacra, II.49-51.
- Sulpicij Sever, Vita Sancti Martini, XX.
- Trioedd Ynys Prydein (Valižanske triade)
- Zosim, Historia Nova.